# 阿久津貴史
阿久津 貴史（あくつ たかひと、1982年11月22日-）は、福岡県福岡市博多区出身の静岡県育ち。スポーツトレーナー、起業家、元パワーリフティング選手。身長168.5cm、体重100kg。 日本人初の大手スポンサーがついた本格的なプロ第一号であり、日本パワーリフティング界を代表する選手の一人である。現105kg級日本チャンピオン＆日本記録保持者。スポーツサプリメントメーカー株式会社ピークパフォーマンスニュートリション代表。

## 経歴
- 2001年 - 国際武道大学在学一年時にパワーリフティング関東学生選手権でデビュー。同年18歳11ヶ月でNSCA-CPTを受験し合格[3]。卒業後スポーツジムにてトレーナー活動を始める。パワーリフターとして活動する一方で、フリーのパーソナルトレーナー活動を並行して行う。尚、高校2年時に子供の頃からの夢であったプロボクシングライセンスを取得するも視力が伴わず高校3年時にボクシングを諦めている[4]。
- 2007年1月22日 - 「株式会社ピークパフォーマンスニュートリション(PPN)」設立。代表取締役就任[5]。
- 2009年
  - パーソナルトレーナー検索サイト「トレなび」設立[6]。
  - 12月1日 - 陸上の為末大も所属していた「アジアパートナーシップファンド(APF)」と1年間のサポートアスリート契約を結びパワーリフティング界唯一のプロ選手となる。
- 2010年
  - 7月25日 - 東京都世田谷区で行われた第39回全日本パワーリフティング選手権で3位入賞。
  - 11月7日より南アフリカ共和国のポチェフストロームで行われた第40回男子世界パワーリフティング選手権に日本代表として選抜され、初出場ながら100㎏級世界8位の成績を残す。
- 2011年
  - 7月24日 - 愛知県岡崎市で行われた第40回全日本パワーリフティング選手権では準優勝ながらも105kg級のスクワットで330kgを成功し日本記録を樹立。
  - 10月 渋沢栄一の玄孫、渋澤健が主催する論語と算盤経営塾3期生となる[7]。
  - 11月7日からチェコ共和国のプルゼニで行われた第41回男子世界パワーリフティング選手権に日本代表として出場。105㎏級世界12位。
- 2012年
  - 6月3日 - 栃木県宇都宮市で行われた第41回全日本パワーリフティング選手権で初優勝。スクワットでは332.5kgを成功し自らの日本記録を2.5kg更新。デッドリフトでは荒川孝行に並ぶ290kgを成功。トータルでは千田耕平の865kgを2.5kg上回る867.5kgで日本新記録を樹立。
  - 7月1日 - 練馬区豊玉北に自らが代表を務めるパワーリフティングジム「チームエクストリームパワー(TXP)」開設。ヘッドストレングスコーチには2012年ノーギアベンチプレス世界3位の武田裕介を招聘。
  - 10月29日よりプエルトリコ米国自治連邦区のサンフアンで行われた第42回男子世界パワーリフティング選手権に日本代表として出場。翌年コロンビアのカリで行われるワールドゲームズの関係で通常よりも多い出場者の中、105㎏級世界12位の成績を残す。
- 2013年
  - 4月1日 - パワーリフティング74kg級の大谷憲弘とエクスプロージョン合同会社を設立しCOOに就任。ハイエナジードリンクX-PLOSIONを発売。
  - 6月1日 - 兵庫県神戸市で行われた第42回全日本パワーリフティング選手権で自らの持つトータルの日本記録を2.5kg上回る872.5kgで2連覇。
  - 11月5日よりノルウェーのスタヴァンゲルで行われた第43回男子世界パワーリフティング選手権に日本代表として出場。トータル880kgで日本記録を更新し世界9位。
- 2014年
  - 2月28日 - エクスプロージョン合同会社を共同経営者の大谷憲弘へ譲渡し退任[8]。
  - 6月22日 - 富山県富山市で行われた第43回全日本パワーリフティング選手権でトータル900kgで3連覇。尚、日本人の900kgオーバーは120kg超級の三土手大介、市川正光に次ぐ3人目で105kg級では日本初。
  - 11月8日 - アメリカ合衆国のコロラド州オーロラで行われた第44回男子世界パワーリフティング選手権に日本代表として出場。トータル855kgで世界11位。
- 2015年
  - 6月28日 - 神奈川県小田原市で行われた第44回全日本パワーリフティング選手権で堀口耀介の日本記録900.5kgを上回るトータル902.5kgの日本新記録で4連覇。
  - 11月13日 - ルクセンブルクのハム市で行われた第45回男子世界パワーリフティング選手権に日本代表として出場。トータル912.5kgで日本記録を更新し世界12位。
- 2016年
  - 5月28日 - 兵庫県神戸市で行われた第45回全日本パワーリフティング選手権で優勝。5連覇。
  - 11月18日 - アメリカ合衆国のフロリダ州オーランドで行われた第46回男子世界パワーリフティング選手権に日本代表として出場。トータル895kgで世界12位。
- 2017年
  - 7月16日 - 長野県白馬村で行われた第46回全日本パワーリフティング選手権で優勝。スクワット350kgで日本記録を更新し6連覇。
  - 11月16日 - チェコ共和国のプルゼニで行われた第47回男子世界パワーリフティング選手権に日本代表として出場。スクワット352.5kgで日本記録更新し、トータル900kgで世界19位。
- 2018年
  - 1月28日 - 和歌山県和歌山市で行われた全日本ベンチプレス大会6位入賞。277.5kgで自己ベスト更新。
  - 6月17日 - 茨城県つくば市で行われた第47回全日本パワーリフティング選手権で優勝。スクワット357.5kgで日本記録を更新し7連覇。
  - 11月8日 - スウェーデンのハルムスタッドで行われた第48回男子世界パワーリフティング選手権に日本代表として出場。トータル890kgで自己最高順位タイの世界８位[9]。
- 2019年
  - 4月28日 - 大阪府堺市で行われた第48回全日本パワーリフティング選手権で優勝。8連覇。
  - 11月22日 - アラブ首長国連邦のドバイで行われた第49回男子世界パワーリフティング選手権に日本代表として出場。トータル915kgで日本記録を更新し世界8位[10]。
- 2020年
  - 8月30日 - 兵庫県明石市で行われた第49回全日本パワーリフティング選手権で優勝。トータル920kgで日本記録を更新し9連覇[11]。
  - 11月5日 - ノルウェーのスタヴァンゲルで行われる第50回男子世界パワーリフティング選手権に日本代表として出場を予定するもコロナ禍における影響で大会中止。
- 2021年
  - 4月25日 - 栃木県芳賀郡で行われた第50回全日本パワーリフティング選手権で優勝。トータル870kgで10連覇[12][13]。
  - 6月24日 - 早稲田大学ビジネススクールにて「トイレ掃除から全日本10連覇」のタイトル講演を実施[14]。
  - 6月28日 - 公益社団法人日本パワーリフティング協会アスリート委員初代委員長に推薦され、アスリート委員出席者全員の一致によりアスリート委員長に承認される。[15]
  - 10月24日 - 練馬区豊玉北のTXPにて行われた東京都秋季ベンチプレス選手権にクラシックで出場し準優勝[16]。
  - 11月12日 - ノルウェーのスタヴァンゲルで行われた第50回男子世界パワーリフティング選手権に日本代表として出場するもベンチプレスで3試技失敗し初の失格[17]。
- 2022年
  - 1月23日 - 福岡県中間市で行われた第23回ジャパンクラシックベンチプレス選手権で190kgを成功し9位[18]。
  - 2月13日 - 茨城県つくば市で行われた第34回全日本ベンチプレス選手権で262.5kgで初の準優勝[19]。
  - 5月22日 - 兵庫県明石市で行われた第51回全日本パワーリフティング選手権で優勝。トータル900.5kgで11連覇[20]。
  - 7月7日 - アメリカ合衆国のアラバマ州バーミングハム市で行われた第11回ワールドゲームズのパワーリフティング競技（英語版）の日本代表コーチとして帯同[21]。自身が代表を務めるパワーリフティングジム「TXP」所属の佐竹優典選手がLightweightクラスにて金メダルを獲得する。
  - 11月17日 - デンマークのヴィボーで行われた第51回男子世界パワーリフティング選手権に日本代表として出場するもスクワット、ベンチプレス共に3試技失敗し初の2年連続失格[22]。
- 2023年
  - 3月17日〜19日に佐賀県鳥栖市で開催された第27回ジャパンクラシックパワーリフティング選手権大会において「TXP」が通算10度目の団体優勝を飾る[23][24]。
  - 5月21日 - 沖縄県沖縄市で行われた第52回全日本パワーリフティング選手権で優勝。トータル900kgで12連覇[25]。デッドリフトではマスターズ1日本記録305kgを成功し8年振りに自己ベストを更新。更に自身初の全9試技成功[26]。「TXP」としても団体優勝を飾る[27]。
  - 11月17日 - リトアニアのドルスキニンカイで行われた第52回男子世界パワーリフティング選手権に日本代表として出場[28]。トータル882.5kgで世界8位[29]。
  - 11月21日 - 自身のSNSにて引退を表明。23年間の競技生活にピリオド[30]。
- 2024年
  - 4月 - 東京都立大学大学院人間健康科学研究科知覚運動制御研究室(樋口貴広教授)に入学[31]。

## 主な戦歴
- 2004年
  - 関東学生パワーリフティング選手権大会春秋 連覇
- 2006年
  - 全日本パワーリフティング選手権大会82.5kg 6位
  - 全日本ベンチプレス選手権大会90kg級 7位
- 2007年
  - 神奈川県パワーリフティング選手権大会90kg級 優勝＆MVP
  - 全日本パワーリフティング選手権大会90kg級 3位
- 2008年
  - 神奈川県パワーリフティング選手権大会100kg級 優勝＆MVP
  - 全日本パワーリフティング選手権大会90kg級 5位
- 2009年
  - 関東パワーリフティング選手権大会100kg級 優勝＆MVP
- 2010年
  - 神奈川県ベンチプレス大会100kg級 優勝＆MVP
  - 全日本パワーリフティング選手権大会100kg級 3位
  - 世界パワーリフティング選手権大会100kg級 8位
- 2011年
  - 全日本ベンチプレス選手権大会105kg級 3位
  - 全日本パワーリフティング選手権大会105kg級 準優勝
  - 世界パワーリフティング選手権大会105kg級 12位
- 2012年
  - 全日本パワーリフティング選手権大会105kg級 優勝
  - 世界パワーリフティング選手権大会105kg級 12位
- 2013年
  - 全日本ベンチプレス選手権大会105kg級 3位
  - 全日本パワーリフティング選手権大会105kg級 優勝
  - 世界パワーリフティング選手権大会105kg級 9位
- 2014年
  - 全日本パワーリフティング選手権大会105kg級 優勝
  - 世界パワーリフティング選手権大会105kg級 11位
  - 全日本ベンチプレス選手権大会105kg級 3位
- 2015年
  - ジャパンクラシックベンチプレス選手権大会105kg級 3位
  - 全日本パワーリフティング選手権大会105kg級 優勝
  - 全日本ベンチプレス選手権大会105kg級 4位
  - 世界パワーリフティング選手権大会105kg級 12位
- 2016年
  - 全日本パワーリフティング選手権大会105kg級 優勝
  - 世界パワーリフティング選手権大会105kg級 12位
  - ジャパンクラシックベンチプレス選手権大会105kg級 3位
- 2017年
  - 全日本パワーリフティング選手権大会105kg級 優勝
  - 世界パワーリフティング選手権大会105kg級 19位
- 2018年
  - 全日本ベンチプレス選手権大会105kg級 6位
  - 全日本パワーリフティング選手権大会105kg級 優勝
  - 世界パワーリフティング選手権大会105kg級 8位
- 2019年
  - 全日本パワーリフティング選手権大会105kg級 優勝
  - 世界パワーリフティング選手権大会105kg級 8位
- 2020年
  - 全日本パワーリフティング選手権大会105kg級 優勝
- 2021年
  - 全日本パワーリフティング選手権大会105kg級 優勝
- 2022年
  - 全日本ベンチプレス選手権大会105kg級 準優勝
  - 全日本パワーリフティング選手権大会105kg級 優勝
- 2023年
  - 全日本パワーリフティング選手権大会105kg級 優勝
  - 世界パワーリフティング選手権大会105kg級 8位

### 公式記録
スクワット360.5kg（2022年5月22日更新）「105kg級マスターズ1日本記録」
ベンチプレス277.5kg（2018年1月28日更新）
デッドリフト305kg（2023年5月21日更新）「105kg級マスターズ1日本記録」
トータル920kg（2020年8月30日更新）「105kg級日本記録」